# 埃德·卡迈克尔
爱德华·“埃德”·卡迈克尔（英語：Edward "Ed" Carmichael，1907年1月2日—1960年8月3日），生于洛杉矶，美国男子竞技体操运动员。他曾代表美国获得1932年夏季奥运会体操比赛男子跳马铜牌。